# Tarkus
| 전문가 평가            | 전문가 평가 |
| 평가 점수              | 평가 점수   |
| 출처                   | 점수        |
| ---------------------- | ----------- |
| AllMusic               | [ 3 ]       |
| Sound & Vision         | [ 4 ]       |
| Classic Rock Revisited | A           |
| The Daily Vault        | A           |
| Sea of Tranquility     | [ 7 ]       |
| Classic Rock           | [ 8 ]       |

《Tarkus》는 영국의 프로그레시브 록 밴드 에머슨, 레이크 & 파머의 두 번째 스튜디오 음반으로, 1971년 6월 4일, 아일랜드 레코드를 통해 발매되었다. 밴드는 1970년 하반기 유럽 전역을 도는 데뷔 투어를 마친 뒤, 1971년 1월부터 런던의 애드비전 스튜디오에서 새로운 음반 작업을 위해 공연 활동을 중단하였다. 음반은 그렉 레이크가 프로듀서를 맡았고, 엔지니어는 에디 오퍼드가 담당하였다.
A면에는 키보디스트 키스 에머슨이 작곡한 20분 길이의 콘셉트 타이틀곡이 수록되어 있다. 이 곡의 도입부는 레이크와 에머슨 사이에 갈등을 일으켜 밴드가 해체 위기에 처하기도 했으나, 레이크는 결국 이를 수용하고 작곡 아이디어를 더하며 가사를 썼다. B면에는 서로 관련 없는 다양한 스타일의 곡들이 수록되어 있다. 음반의 커버 아트는 윌리엄 닐이 디자인하였다.
《Tarkus》는 영국 음반 차트에서 1위를 차지하며 밴드의 유일한 음반이 되었다. 미국을 포함한 전 세계 여러 국가에서도 톱 10에 진입했으며, 미국에서는 최고 9위를 기록하였다. 이 음반은 영국과 미국에서 골드 인증을 받았으며, 미국에서는 50만 장 이상의 판매고를 올렸다. 이후 여러 차례 재발매 및 리마스터되었으며, 2012년에는 스티븐 윌슨이 새롭게 스테레오 및 5.1 서라운드 사운드로 리믹스한 버전이, 보너스 트랙과 당시 미발표곡들을 포함하여 발매되었다.

## 배경 및 녹음
에머슨, 레이크 & 파머는 1971년 1월에 두 번째 스튜디오 음반을 작업하기 시작했다.
〈Tarkus〉 모음곡은 밴드 내에서 긴장을 유발했다. 레이크는 에머슨이 개발하고 있는 음악에 반대했고, 거의 밴드를 떠날 뻔 했다. 밴드 매니저 중 한 명이 그를 설득해 남아 있게 했다. 그는 결국 그 작품의 가치를 알게 되었고, "싸움터 구역"에 기고하기도 했다.
〈Tarkus〉는 7개의 파트로 이루어진 모음곡으로, 가장 초기의 멀티파트 프로그레시브 록 모음곡 중 하나이다. 녹음된 버전은 거의 21분 동안 지속되며 음반의 전체 부분을 차지한다. 홀수 섹션은 기악, 짝수 섹션의 보컬 트랙이다. 그것은 음악이나 가사만이 아니라 음반 삽화와 섹션 타이틀에서 컨셉을 추출한 개념이다. 그럼에도 불구하고 컨셉과 서술은 모호하고 해석에 개방적이다. 이 음반의 두 번째 면은 〈Tarkus〉나 서로 관련이 없는 짧은 곡들로 이루어져 있다.

## 커버 아트

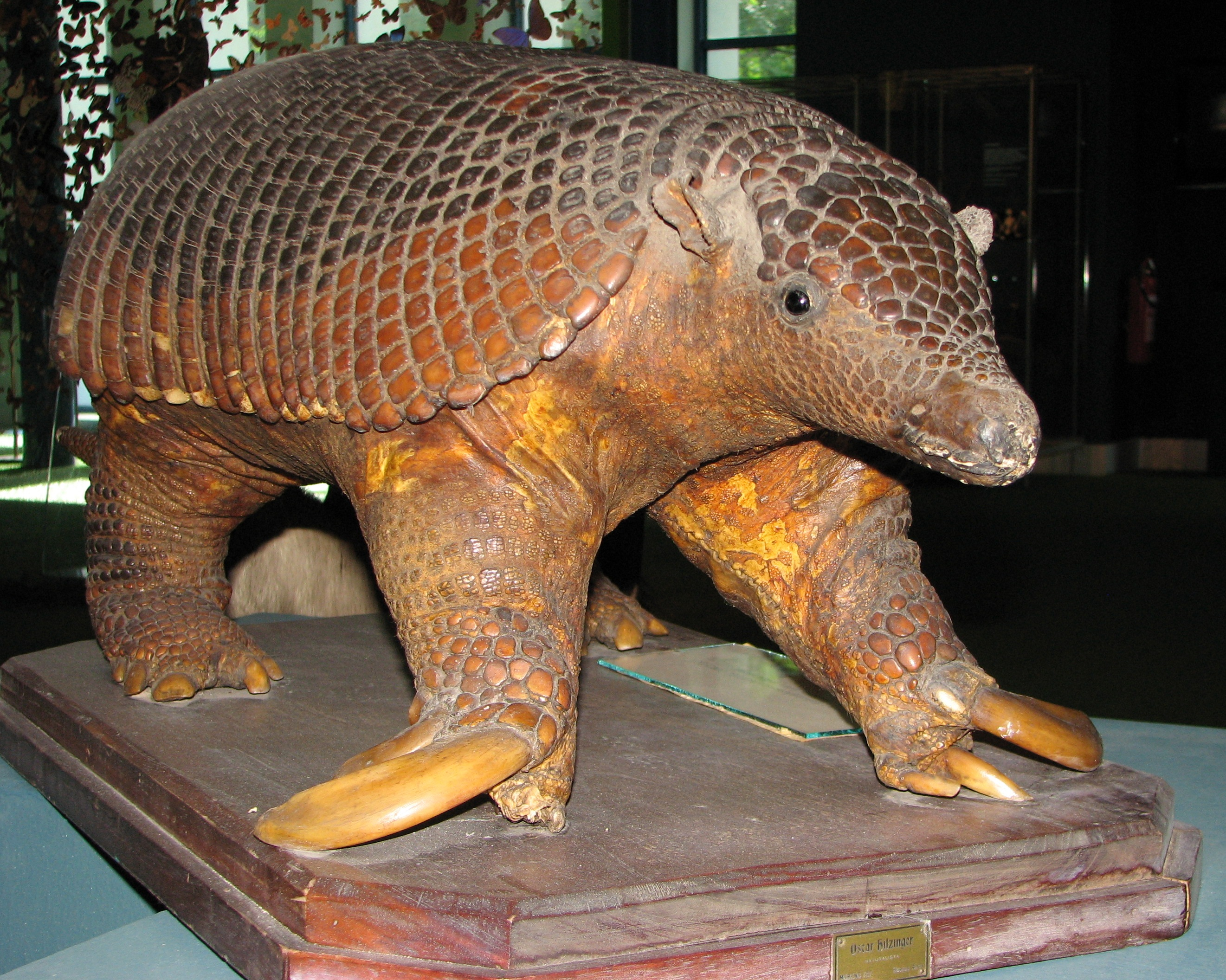
앞면 커버는 왕아르마딜로 탱크를 묘사하고 있다.

윌리엄 닐은 커버 아트와 게이트폴드를 위한 작품을 만들었다. 탱크 트레드에 있는 왕아르마딜로의 커버 이미지는 프로그레시브 록에서 상징적인 이미지가 되었다.
에머슨은 "모두에게, 그것은 우리가 그 스튜디오에서 무엇을 하고 있었는지 보여주었어요. 다음날 서식스에서 차를 타고 올라올 때, 아르마딜로의 이미지가 계속 저를 때렸어요. 이름이 있어야 했어요. 내장이에요. 그것은 'T'자로 시작해서 번창하게 끝나야 했어요. 《수달 타카의 일생(Tarka the Otter)》가 그 안에 들어왔을지 모르지만, 이 아르마딜로는 찰스 다윈의 진화론을 역으로 나타내는 공상과학 소설 같은 이름이 필요했어요. 방사능으로 인해 종에 대한 일부 훼손이 있었어요... '타르쿠스(Tarkus)'!"
이 게이트폴드는 "타르쿠스"의 사건을 보여주는 11개의 패널을 제공한다. 그것은 분출하는 화산에서 시작되는데, 그 아래는 타르쿠스가 알에서 나온다. 타르쿠스는 많은 사이버네틱 생물들과 마주하고 있으며, 만티코어와의 싸움에서 절정을 이룬다. 만티코어는 타르쿠스의 눈을 찌르고, 타르쿠스는 피를 흘리며 강으로 후퇴한다.

## 평가
《Tarkus》는 《롤링 스톤》의 데이비드 레빈과 같은 비평가들로부터 다음과 같은 부정적인 평을 받았다. "《Tarkus》는 세 명의 연주자가 창작자가 되지 못한 실패를 기록한다. 얼마나 빨리 그리고 얼마나 많은 스타일을 연주할 수 있는지에 상관없이 말이다. 에머슨, 레이크 & 파머는 《Tarkus》처럼 평범함을 계속 드러낼 것이다. 그들이 어떤 것이라도, 그들 스스로, 그리고 그들 자신을 위해 말해야 하는 것이 무엇인가를 발견할 때까지 말이다."

## 곡 목록
작사는 모두 그렉 레이크가 맡았다.
| #  | 제목 | 작곡                     | 재생 시간 |
| -- | --- | ------------------------ | --------- |
| 1. | 〈Tarkus〉 I. 〈Eruption〉 (에머슨) (2:43) II. 〈Stones of Years〉 (에머슨) (3:43) III. 〈Iconoclast〉 (에머슨) (1:16) IV. 〈Mass〉 (에머슨) (3:15) V. 〈Manticore〉 (에머슨) (1:54) VI. 〈Battlefield〉 (레이크) (4:13) VII. 〈Aquatarkus〉 (에머슨) (3:55) | 키스 에머슨, 그렉 레이크 | 20:59     |

| #  | 제목                            | 작곡                 | 재생 시간 |
| -- | ------------------------------- | -------------------- | --------- |
| 1. | 〈Jeremy Bender〉               | 에머슨, 레이크       | 1:44      |
| 2. | 〈Bitches Crystal〉             | 에머슨, 레이크       | 3:58      |
| 3. | 〈The Only Way (Hymn)〉         | 에머슨, 레이크       | 3:51      |
| 4. | 〈Infinite Space (Conclusion)〉 | 에머슨, 칼 파머      | 3:19      |
| 5. | 〈A Time and a Place〉          | 에머슨, 레이크, 파머 | 3:01      |
| 6. | 〈Are You Ready, Eddy?〉        | 에머슨, 레이크, 파머 | 2:13      |

## 인증
| 국가                       | 인증 | 판매량/출하량 |
| -------------------------- | ---- | ------------- |
| 캐나다 (뮤직 캐나다)       | 골드 | 50,000^       |
| 영국 (BPI)                 | 골드 | 100,000^      |
| 미국 (RIAA)                | 골드 | 500,000^      |
| ^출하량을 기반으로 한 인증 |      |               |